# HL Tau b
HL Tau b – protoplaneta orbitująca wokół młodej gwiazdy HL Tauri, znajdującej się w konstelacji Byka, w odległości ok. 520 lat świetlnych od Ziemi. Gwiazda ta otoczona jest dyskiem protoplanetarnym. HL Tau b jest najmłodszą z dotychczas odkrytych planet, jej wiek szacowany jest na ok. 2000 lat. Masa planety wynosi około 14 mas Jowisza, a krąży ona około dwukrotnie dalej od swojej gwiazdy niż Neptun od Słońca.